# Crònica d'Espanya
Crònica d'Espanya és el nom donat a l'adptació catalana escrita entre el 1267 i 1268 de l'obra De rebus Hispaniae de l'arquebisbe navarrès de Toledo Rodrigo Ximénez de Rada. L'adaptació ha estat atribuïda a Pere Ribera de Perpinyà, atribució que és posada en dubte actualment. Es conserven set manuscrits entre llatins i catalans de l'adaptació, que fou interpolada, continuada i adaptada. Les interpolacions atribuïdes a Pere Ribera tenen com a font la Historia Romanorum i la Historia Arabum, també de l'arquebisbe Rodrigo Ximénez de Rada, un Passionari hispànic, el Cronicó de Moissac, el Pseudo-Turpí, la Gesta Comitum Barchinonensium, i records personals del monjo, que hi afegí els fets compresos entre el 1243 i el 1266.